# Covas (Bergondo)
Covas es una aldea española situada en la parroquia de Bergondo, del municipio de Bergondo, en la provincia de La Coruña, Galicia.

## Demografía
| Gráfica de evolución demográfica de Covas entre 2000 y 2021 |
|                                                             |
| Datos según el nomenclátor publicado por el INE.            |